# Омар, Гаспар
Гаспар Омар (кат. Gaspar Homar i Mezquida, род. 11 сентября 1870 г. Буньола, Мальорка — ум. 5 января 1953 г. Барселона) — испанский и каталонский дизайнер мебели, краснодеревщик, декоратор и художник, мастер мозаичного искусства. Один из наиболее ярких представителей каталонского модернизма в области декоративного и мебельного искусства, мастер интерьера. В работах Г. Омара чувствуется сильное влияние венского Сецессиона и шотландской школы Глазго а также таких художников-символистов и модернистов, как французский дизайнер Эктор Гимар, каталонцы Жозеп Реу, Себастия Жуньен, английского прерафаэлита Уильяма Морриса.

## Жизнь и творчество
Родился в деревушке близ городка Буньола. Родители Гаспара, его отец — Педро Омар, мать — Маргарита Мезкида. Отец работал столяром-краснодеревщиком, мастером по изготовлению мебели. В 1883 году семья переезжает в Барселону в поисках лучших условий жизни, и в том же году отец и сын (последний в качестве помощника мастера возрасте 13-ти лет) начинают работать в мебельной мастерской Франциско Видаля (1848—1914). В 1887 году Гаспар начинает обучение в барселонской школе искусств Ла-Лотья, в классе художника Жозепа Мирабента; здесь он изучает такие предметы, как декоративна живопись, росписи по тканям и вышивка. В 1893 году, через десять лет после приезда в Барселону, отец и сын Омары покидают мастерскую Видаля и открывают своё собственное дело (Обрадор, магазин на проспекте Рамбла в центре Барселоны), а год спустя Гаспар становится партнёром «Центра декоративно-прикладного искусства», организации, занимавшейся популяризацией и развитием этого вида художественного творчества в Каталонии. Именно в это время начинается так называемый «модернистский период» (1896—1915) для работ Г.Омара, а также его тесное сотрудничество с такими крупными архитекторами классического каталонского модерна, как Льюис Доменек-и-Монтанер и Жозеп Пуч-и-Кадафалк, для которых выполнял декоративные работы в их проектах. В 1898 году мастерская Омара перемещается в новое помещение на барселонской улице Кануда, и он вступает в общество Сант-Люк (Святого Луки, покровителя живописцев), объединявшего художников города. В течение первого десятилетия XX века работал исключительно в стиле модерн, создав целую серию шедевром в области, мебели, посуда и светильников, панно и мозаики. После 1915 года начинает постепенно отходить от модернизма, интересуется искусством в стиле арт-деко. После обострения политической ситуации в Каталонии, серии профсоюзных забастовок, сопровождавшихся насилием и столкновениями с предпринимателями, а также в связи с общим кризисом каталонского модернизма, в котором мастер имел наибольшие успехи, Г.Омар в 1920 году решает закрыть свою мастерскую. В последующие годы он занимается торговлей и ремонтом антикварных произведений искусства.

## Дополнения
http://www.fpinos.com/modernisme/gaspar-homar/exposicio/%7C (недоступная+ссылка) Произведения Гаспара Омара (на каталанском языке)